# NGC 4568
NGC 4568 é uma galáxia espiral (Sbc) localizada na direcção da constelação de Virgo. Possui uma declinação de +11° 14' 19" e uma ascensão recta de 12 horas, 36 minutos e 34,2 segundos.
A galáxia NGC 4568 foi descoberta em 15 de Março de 1784 por William Herschel.